# Siemens Industria Eléctrica

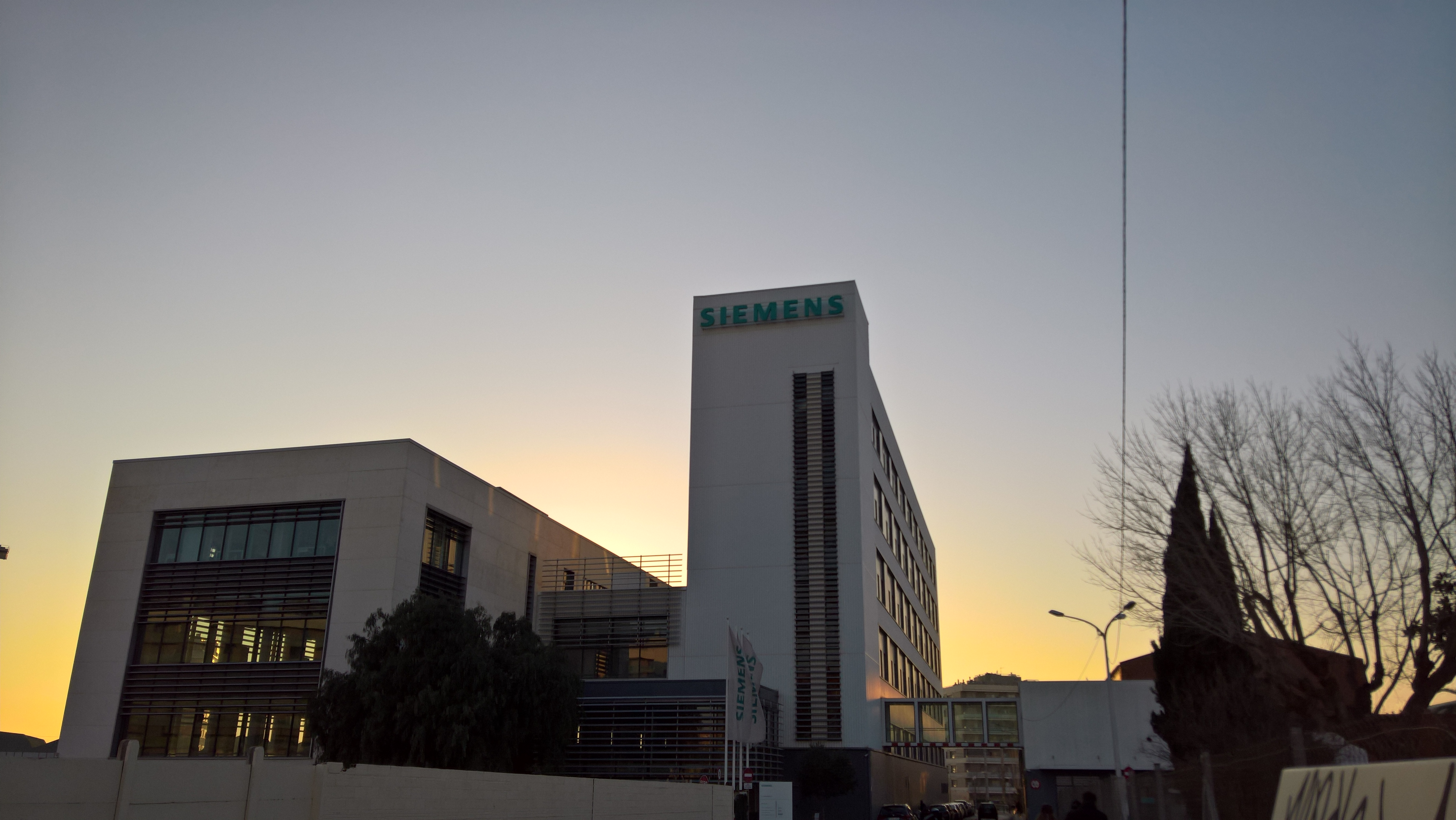
Fàbrica Siemens de Cornellà

Siemens Indústria Eléctrica és una companyia producte de la fusió de La Industria Eléctrica SA i Siemens Schuckert el 1910. La Industria Eléctrica SA, una empresa tèxtil creada el 1897 per Lluís Muntadas i Rovira, fill del fundador de L'Espanya Industrial SA, va ser l'empresa tèxtil catalana més important de la segona part del segle xix. Inicialment, la fàbrica estava ubicada a l'esquerra de l'Eixample de Barcelona, però el 1908 es va traslladar a Cornellà de Llobregat. L'any 1910, la Indústria Eléctrica es va fusionar amb Siemens Schuckert, la filial espanyola de l'empresa alemanya, i es va donar pas a la nova companyia. La fàbrica de Cornellà es va convertir, així, en la primera planta industrial que va tenir la companyia alemanya en territori espanyol.
La producció inicial va ser de motors i es va estendre a totes les activitats d'electrotècnia de l'època. Un cop acabada la guerra civil, el procés d'expansió, pel que fa a terrenys, plantilla i producció va ser pràcticament ininterromput.
Als anys 50, la fàbrica va arribar a tenir 2500 assalariats, un capital social de 900 milions de pessetes i una producció que rondava els 4000 milions. Així mateix, va arribar a tenir onze línies de producció en què s'hi fabricaven motors, generadors, transformadors, comptadors elèctrics, turbogeneradors i màquines especials.
El 13 de setembre de 1962, prop de 2000 treballadors es van declarar en vaga per reclamar una millora dels salaris. L'aturada de la producció, que es va allargar 7 dies, era considerada la falta més greu que podia haver-hi i va acabar amb l'acomiadament de 42 treballadors i la realització de 12 consells de guerra. Finalment, es van aconseguir les reivindicacions dels treballadors i es van millorar les condicions laborals dels assalariats amb què comptava la fàbrica.
A mitjans dels anys 70, la crisi econòmica obliga a l'empresa a iniciar un procés de reconversió, amb una rebaixa de la producció i del nombre d'assalariats. Aquest procés culmina als anys 80, en què la plantilla queda reduïda a 1100 treballadors i es deixen de fabricar determinats productes.
Amb l'entrada a la Unió Europea, es realitza una gran inversió per modernitzar les instal·lacions i maquinària de la fàbrica. Així, la planta de Cornellà passa d'estar centrada en la producció de motors de baixa tensió a convertir-se en una fàbrica internacional de productes ferroviaris.  